# Lotusflow3r
Lotusflow3r (englisch für Lotosblume) ist das 33. Studioalbum des US-amerikanischen Musikers Prince, das er als Dreifachalbum mit seinem 34. Studioalbum MPLSound (Minneapolis Sound) und dem Album Elixer (Elixier) – gesungen von seinem damaligen Protegé Bria Valente – herausbrachte. Er veröffentlichte es am 24. März 2009 über seine damalige Website als Download, fünf Tage später erschien es auch auf CD bei seinem Label NPG Records. Prince ließ das Dreifachalbum aber nicht durch ein Tonträgerunternehmen vertreiben, sondern über die US-Einzelhandelskette Target Corporation. Deswegen ist das Dreifachalbum außerhalb der USA nur als Import erhältlich.
Die Musik von Lotusflow3r zählt überwiegend zum Genre Rock, als Gastmusiker wirkt Maceo Parker mit. MPLSound ist von Electro Funk geprägt und Q-Tip ist als Rapper vertreten. Das Album Elixer ist von Contemporary R&B beeinflusst und Clare Fischer wirkt als Gastmusiker mit. Verglichen mit anderen Prince-Alben erhielt Lotusflow3r und MPLSound überwiegend zurückhaltendes Lob von Musikkritikern, Elixer wurde meist als sehr schwach beurteilt.
Aus kommerzieller Sicht konnte das Dreifachalbum Platz zwei der US-Hitparade erreichen, außerhalb der USA platzierte es sich nur in den Top 50 von Belgien, Frankreich und den Niederlanden. Eine Tournee zum Album absolvierte Prince nicht.

## Entstehung

### Lotusflow3r
Über die Entstehung des Dreifachalbums ist öffentlich wenig bekannt geworden. Prince sagte lediglich, dass einige Songs von den Aufnahmesessions seines im März 2006 veröffentlichten Albums 3121 stammten.
Alle Songs von Lotusflow3r nahm er entweder in seinem Paisley Park Studio in Chanhassen in Minnesota oder im Tonstudio Sunset Sound in Los Angeles in Kalifornien auf. Zudem arbeitete er im Heimstudio 77 Beverly Park Ln. in Beverly Hills, ebenfalls in Kalifornien, da er von Anfang 2008 bis Mitte 2009 in einer dort gemieteten Villa wohnte und sich ein Tonstudio einbauen ließ.
Bereits im Jahr 2004 nahm Prince die ersten Songs für Lotusflow3r auf; am 21. Oktober spielte er im Paisley Park Studio das Stück The Morning After ein, das nur auf der Download-Version des Albums vorhanden ist, und platzierte es ursprünglich auf 3121, strich es aber später wieder von der Tracklist. Am 19. November nahm er die fünf Tracks From the Lotus…, …Back 2 the Lotus, Colonized Mind, Love Like Jazz und Wall of Berlin auf. Damals machten Schlagzeuger Michael Bland und Bassist Sonny Thompson einen Soundcheck im Veranstaltungsort The O’Shaughnessy in Saint Paul (Minnesota) für den am Abend bevorstehenden Auftritt von Michel Portal, als Bland einen Anruf von einem Prince’ Gitarrentechniker mit der Bitte erhielt, bei dem Musiker spontan vorbeizukommen. Nach Beendigung des Konzerts verließen Bland und Thompson das The O’Shaughnessy und fuhren gegen 23:30 Uhr zu Prince’ ungefähr 38 Kilometer entfernten Paisley Park Studio. Dort hatte er die Ausrüstung für die Aufnahmen einiger Songs bereitgestellt und innerhalb von dreieinhalb Stunden nahmen die drei Musiker insgesamt elf Songs auf.
Das genaue Aufnahmedatum und der Aufnahmeort von 4ever ist der Öffentlichkeit nicht bekannt, aber Prince spielte das Stück vermutlich im Jahr 2005 oder 2006 ein. Am 23. Juni 2006 nahm er den Song Feel Better, Feel Good, Feel Wonderful im Paisley Park Studio auf, den er bereits vier Tage später auf seiner damaligen Website NPG Music Club.com online zur Verfügung stellte.
Weitere Arbeiten an Lotusflow3r führte Prince 2008 durch. Anfang des Jahres spielte er im Heimstudio 77 Beverly Park Ln. die beiden Stücke 77 Beverly Park und $ ein. Im August nahm er im Sunset Sound die drei Tracks Boom, Crimson and Clover und Dreamer auf. Außerdem fügte er am 1. September im Sunset Sound den Songs $ und Feel Better, Feel Good, Feel Wonderful Overdubs hinzu.

### MPLSound
Kurz nachdem Prince Lotusflow3r fertigstellte, nahm er von September 2008 bis Januar 2009 alle neun Songs von MPLSound entweder im 77 Beverly Park Ln. oder im Paisley Park Studio auf. Zwar nahm er das Stück U’re Gonna C Me bereits im Frühjahr 2001 auf und veröffentlichte es im Mai 2002 auf seinem Album One Nite Alone …, doch im Januar 2009 überarbeitete er diese Version und platzierte sie auf MPLSound. Abgesehen von einem kurzen Rap-Auftritt von Q-Tip in Chocolate Box spielte Prince alle Vocals und Instrumente auf MPLSound selbst ein.

### Elixer
Das Titelstück Elixer nahm Prince ursprünglich als Solo-Piano-Version Ende Oktober 2005 auf und platzierte diese auf seinem Album 3121, strich sie aber wieder von der Tracklist. Ende 2005 oder Anfang 2006 nahm er den Song Kept Woman auf, den er damals mit Támar Davis einspielte und auf ihrem Album Milk & Honey platzierte, das im März 2006 hätte erscheinen sollen, aber zurückgezogen wurde. Später überarbeitete er die beiden Tracks Elixer und Kept Woman und nahm Versionen mit dem Gesang von Bria Valente auf. Am 1. Juni 2006 spielte Prince mit ihr das Stück Everytime ein und am 23. Juni All This Love. Die anderen sechs Albumsongs nahmen Prince und Valente vermutlich von Mitte Juni 2006 bis Anfang 2009 auf.
Als Toningenieur-Assistenten wirkten Ian Boxill (* 21. Juni 1967; † 20. Juli 2023) und Kevin K.D. Davis mit, die bereits auf Planet Earth (2007) diese Tätigkeit ausübten. Clare Fischer war für die Streicherarrangements in den beiden Songs Elixer und Everytime zuständig.

## Bria Valente

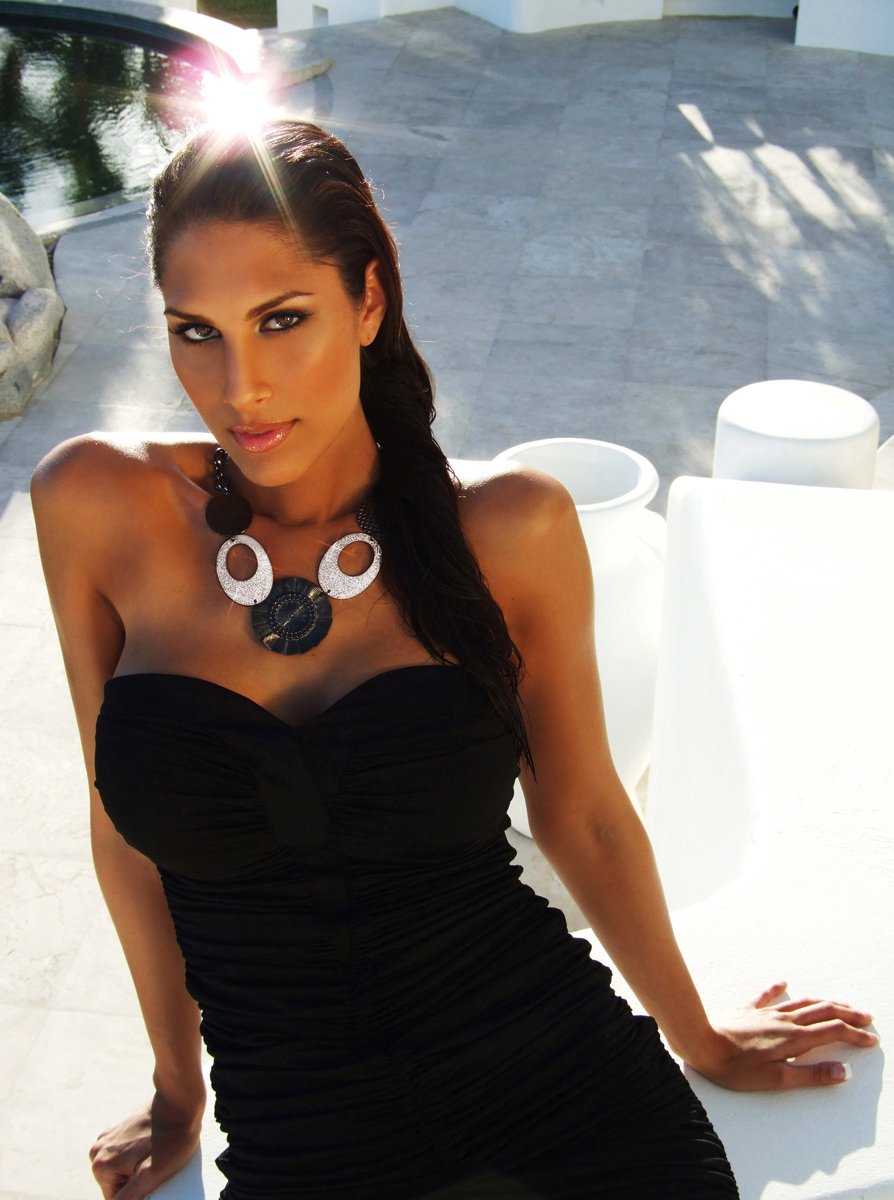
Bria Valente, 2006

Bereits im Jahr 1994 traf Bria Valente (* 1. Juni 1977 in Minneapolis, Minnesota als Brenda Fuentes) als 17-jährige das erste Mal Prince, als sie mit seinem damaligen Keyboarder Morris Hayes (* 1962) im Paisley Park Studio arbeitete. Doch weiterer Kontakt entstand nicht. Im Jahr 2001 war sie unter anderem Backgroundtänzerin bei Usher. Erst auf dem im Oktober 2006 veröffentlichten Soundtrack von Happy Feet war ihr Name im Zusammenhang mit einem Prince-Song zu lesen, weil sie am 13. August 2006 Vocal Overdubs für das Stück The Song of the Heart eingesungen hatte, das Prince auf dem Soundtrack platzierte. 2007 übernahm sie bei einigen Songs von Planet Earth die Backing Vocals.
In einem Interview bestätigte Prince, dass Valente 2007 ebenfalls zu den Jehovas Zeugen konvertiert war; er trat bereits 2001 dieser Glaubensgemeinschaft bei und blieb Mitglied bis zu seinem Tod. Nachdem er mit Valente das Album Elixer aufgenommen hatte, arbeitete er nicht mehr mit ihr zusammen und sie beendete noch im gleichen Jahr ihre Karriere als Sängerin. Als Prince im Juni 2010 von der US-amerikanischen Zeitschrift Ebony auf seinen Beziehungsstatus zu Valente angesprochen wurde, antwortete er ausweichend: „Eigeninteresse ist momentan auf Eis gelegt. Es steht zuviel auf dem Spiel.“ Er war in dieser Zeit mit dem Marketing seines damals aktuellen Album 20Ten beschäftigt. Seit April 2013 ist Valente mit einem Mann namens Alex Reece verheiratet.

## Marketing
Im Dezember 2008 beschäftigte sich Prince mit dem Marketing des Dreifachalbums und suchte dafür einen Distributor. Dabei stellte er sich absichtlich nicht bei Major-Labels vor, bei denen er in den Jahren zuvor seine Alben Musicology (2004), 3121 (2006) und Planet Earth (2007) hatte vertreiben lassen. Durch die Alben Long Road Out of Eden (2007) von den Eagles und Black Ice (2008) von AC/DC, die exklusiv über die US-Handelskette Walmart vertrieben werden, wurde Prince dazu inspiriert, sich ebenfalls bei einer US-Handelskette vorzustellen, und zwar bei Target Corporation. Das Unternehmen hatte beispielsweise im November 2008 die Greatest-Hits-CD Keeps Gettin’ Better – A Decade of Hits von Christina Aguilera veröffentlicht. Das US-Nachrichtenmagazin Time schrieb, dass Künstler von Handelsketten für ihre Alben üblicherweise mittlere Sechsstellige Beträge erhalten würden, inklusive Musikpromotion. Genaue Zahlen nannte das Nachrichtenmagazin allerdings nicht.
Einen ersten Eindruck des Dreifachalbums gab Prince am 18. Dezember 2008, als der in Los Angeles ansässige lokale Radiosender Indie 103 die Premiere der vier Lotusflow3r-Songs 4ever, Colonized Mind, Crimson and Clover und Wall of Berlin spielen durfte.
Anfang 2009 gab Prince schließlich bekannt, mit dem in Minneapolis ansässigen Handelsunternehmen Target Corporation zu kooperieren. Das Unternehmen kaufte ihm eine bestimmte Anzahl des Dreifachalbums ab und vertrieb dieses ausschließlich und exklusiv in den USA. „Das Tolle an der Kooperation ist, dass uns Target wie jede sonstige Schallplattenfirma behandelt. Sie kaufen dieselbe Menge und zahlen den gleichen Preis, also haben wir bereits jetzt schon perfekt miteinander harmoniert“, sagte er später in der Tavis-Smiley-Show.
Prince startete eine Werbekampagne und trat im März 2009 dreimal hintereinander als musikalischer Gast in der Jay-Leno-Show auf. Außerdem war er in der Ellen-DeGeneres-Show. Zudem gab er drei Livekonzerte, die alle am 28. März 2009 in den drei Konzertsälen vom Nokia Theater in Los Angeles stattfanden und von insgesamt 10.500 Zuschauern besucht wurden und somit allesamt ausverkauft waren.
Target Corporation verkaufte das Dreifachalbum ab dem 29. März 2009 für nur 11,99 US-Dollar, was damals ungefähr 8,60 Euro entsprach. Eine Tournee absolvierte Prince im Jahr 2009 nicht; stattdessen trat er im Juli bei zwei ausverkauften Konzerten des Montreux Jazz Festival auf, spielte im August drei Konzerte in Monaco, vier im Oktober in Paris und Ende Oktober 2009 ein Konzert in seinem Paisley Park Studio in Chanhassen.

## Lotusflow3r.com
Am 24. März 2009 ging die damals neue Website mit Namen Lotusflow3r.com von Prince online, die Scott Addison Clay (* 1975) kreierte, der 2008 auch die Websites zu den Filmen The Dark Knight und Twilight – Biss zum Morgengrauen entwarf. Den Kontakt zwischen Prince und Clay stellte der deutsche Toningenieur Richard Furch her, damals Toningenieur von Lotusflow3r sowie „guter Freund und ehemaliger Mitbewohner“ Clays.
User konnten sich für einen einmaligen Betrag von 77 US-Dollar (damals ungefähr 56 Euro) auf Lotusflow3r.com als lebenslanges Mitglied registrieren lassen. Man hatte dann die Möglichkeit, sich das Dreifachalbum herunterzuladen; zudem sollte jedes Mitglied ein T-Shirt als Geschenk erhalten. Außerdem konnten Liveauftritte und Musikvideos von Prince angeschaut werden. Im Rahmen der Werbekampagne lud Prince auserwählte Musikjournalisten in seine damalige Villa in Beverly Hills in Kalifornien ein, um ihnen die Website zu präsentieren.
Das US-Musikmagazin Rolling Stone wies jedoch auf eine Bandbreite von Problemen hin; beispielsweise erkannte die Website einige Passwörter sowie Unterstriche in Benutzernamen nicht an, und das Einloggen funktionierte zum Teil nicht, obwohl die Mitgliedschaft bereits bezahlt war. Zudem konnten sich User aus Europa anfangs gar nicht registrieren lassen. Es tauchten Fehlermeldungen beim Herunterladen von Songs auf und Musikvideos konnten nur abgehackt oder überhaupt nicht abgespielt werden. Ferner kritisierte das Rolling-Stone-Magazin, dass erst ein Rätsel gelöst werden musste, um Zugang zur Website zu erhalten. Eine Vielzahl der Benutzer, die sich auf Lotusflow3r.com hatten registrieren lassen, erhielten nicht das zuvor versprochene T-Shirt. Am 23. März 2010 wurde die Website nach genau zwölf Monaten geschlossen.
Buchautor Matt Thorne wollte von Scott Addison Clay erfahren, wie die Zusammenarbeit mit Prince gewesen war und bat ihn um ein Interview. Doch Clay sagte, er müsse dieses ablehnen, weil er darüber nicht sprechen dürfe.

## Musik und Liedtexte

### Lotusflow3r

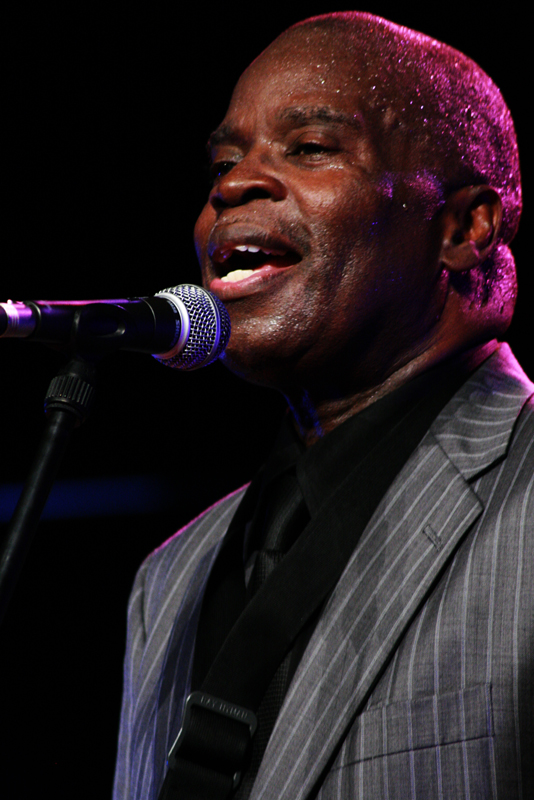
Maceo Parker, 2009

Die meisten Songs von Lotusflow3r sind von E-Gitarren geprägt und dem Genre Rockmusik zuzuordnen, dazu gehören Boom, das an dem Stück Quit It von Miriam Makeba erinnernde Colonized Mind, Crimson and Clover, $ und Wall of Berlin. Vor allem Dreamer erinnert zuweilen an das Gitarrenspiel von Jimi Hendrix. Zudem sind auf dem Album Stücke aus dem Bereich Contemporary R&B vorhanden, wie Feel Better, Feel Good, Feel Wonderful und die R&B-Balladen 4ever und Love Like Jazz. Ursprünglich enthielt Feel Better, Feel Good, Feel Wonderfull Arrangements von Clare Fischer, doch als Prince den Song veröffentlichte, registrierte Fischers Sohn Brent, dass Prince nichts von dessen Vater verwendet hatte. The Morning After, der nur auf der Download-Version von Lotusflow3r vorhanden ist, ist aus dem Genre Popmusik. Mit 77 Beverly Park, From the Lotus… und …Back 2 the Lotus sind drei Instrumentalstücke zu hören, wobei Prince den Songtitel 77 Beverly Park nach seiner damals gemieteten Villa in Beverly Hills in Kalifornien benannt hat.
Im Liedtext von Boom philosophiert Prince über ein alternatives Universum und Love Like Jazz handelt vom Garten Eden. In The Morning After fordert er mehr Engagement von einer zufälligen Affäre. Der Liedtext von Wall of Berlin hat nichts mit dem Mauerfall am 9. November 1989 im politischen Sinn zu tun, sondern dient Prince als sexuelle Metapher; er singt „She went down… like the wall of Berlin.“ („Sie ging runter… wie die Mauer von Berlin.“) Das Stück $ wird üblicherweise als Money betitelt, da Prince anstelle des Dollarzeichens „Money“ singt. Im Liedtext kritisiert er den leichtfertigen Umgang mit Geld und als Gastmusiker wirkt Saxophonist Maceo Parker mit. Dreamer handelt von Prince’ eigenem Leben mit Fokus auf eigener Ethnie; er sei in einer „Sklavenplantage“ geboren und sich seiner Rasse erst nach dem Attentat auf Martin Luther King (4. April 1968) bewusst geworden – Prince war zu dem Zeitpunkt neun Jahre alt. Zudem singt er von der Angst vor Polizisten, die ihn belästigen, während er im Auto ist. Ferner macht er sich über Chemikalien Gedanken, die über die Stadt gesprüht werden, während er schläft.

### MPLSound

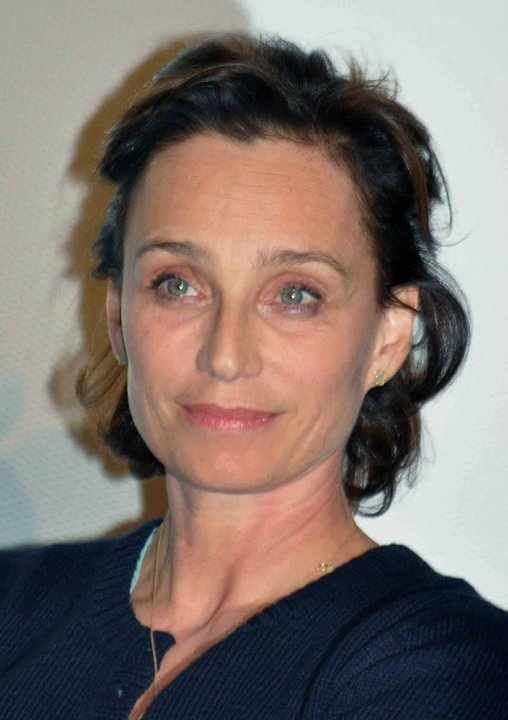
Kristin Scott Thomas, 2010

Eine Vielzahl der Songs von MPLSound nahm Prince mit einem Drumcomputer auf und sind von der Musikrichtung Electro Funk beeinflusst, der Einsatz von Synthesizer dominiert. Die fünf Stücke (There’ll Never B) Another Like Me, Chocolate Box, Dance 4 Me, No More Candy 4 U und Ol’ Skool Company besitzen zudem Elemente aus dem Genre Hip-Hop. Die genannten Songs trägt Prince zum Teil im Sprechgesang vor, wobei er in Chocolate Box von Q-Tip unterstützt wird, der Rap-Passagen übernahm. Ol’ Skool Company trägt Prince mit technisch beschleunigter, etwas höherer Stimme, dem Kennzeichen seines Alter Egos „Camille“, vor. Die vier Stücke Better with Time, Here, U’re Gonna C Me und Valentina sind R&B-Balladen, in denen er zum Teil in den für ihn typischen Falsett singt.
Der Liedtext von Dance 4 Me handelt von Voyeurismus, und Here von Wein, der Menschen mit zunehmendem Alter nicht mehr so gut wie früher schmeckt. Ferner erwähnt Prince das Stück A Song for You (1971) von Donny Hathaway und meint, dieses sei zum Verführen geeignet. Die Tochter von Salma Hayek mit Namen „Valentina“ (* 2007) inspirierte ihn zum gleichnamigen Song. Unter anderem singt Prince, „Sag’ deiner Mutter, sie soll mich anrufen“. Außerdem nimmt er Bezug auf die Schauspielerin Penélope Cruz und betreibt mit deren Nachnamen ein Wortspiel; „If Penélope wants to cruise“, lautet eine Textzeile. Im Song Better with Time beschreibt Prince, wie in Würde gealtert werden kann. Inspiriert wurde er von der Schauspielerin Kristin Scott Thomas, die als weibliche Hauptrolle in seinem Film Under the Cherry Moon – Unter dem Kirschmond (1986) zu sehen ist.
Nach Prince’ eigener Aussage feiert er im Liedtext von Ol’ Skool Company seine Heimatstadt Minneapolis und lobt die Musik, die von dort herstammt. Zudem erwähnt er die sechs Schlagzeuger Michael B. (von The New Power Generation), Mint Condition, Morris Day und Jellybean Johnson (beide von The Time), Sheila E. und „Brother John“ (John Blackwell, * 9. September 1973; † 4. Juli 2017), mit denen er in seiner Karriere bis dato zusammengearbeitet hatte. Auffällig ist, dass Prince Schlagzeuger wie Bobby Z. von The Revolution, Kirk Johnson von The New Power Generation sowie sein Trauzeuge im Jahr 1996, und seine damals aktuelle Schlagzeugerin von Lotusflow3r Cora Coleman-Dunham nicht berücksichtigt. In No More Candy 4 U regt Prince sich augenzwinkernd über Internet-Trolls auf, zudem drückt er seine Verachtung gegenüber – seiner Meinung nach – talentfreien Menschen aus, die ausschließlich über Massenmedien Bekanntheitsgrad erlangten.

### Elixer
Alle Albumsongs wurden von Prince geschrieben und produziert, der Elixer als „böse, aber nicht gemein“ beschrieb. Die Tracks sind vom Genre Contemporary R&B geprägt und erinnern zuweilen an die von Sade Adu. Über die Liedtexte meinte er, Bria Valente habe nicht Promiskuität gefördert, sondern singe „über ihren Liebhaber, der ihr Partner fürs Leben sein könnte.“
Im Liedtext von Here Eye Come fantasiert Valente darüber, das „unanständige blonde Mädchen“ aus dem Film 9½ Wochen während der Duschszene zu sein. All This Love handelt von Obsession und im Song Something U Already Know singt sie unter anderem davon, Liebe auf einem Schaukelpferd zu machen. Everytime ist eine R&B-Ballade, während 2nite von Disco und House geprägt ist; der Liedtext feiert attraktive Menschen, die tanzen. Das Stück Kept Woman kann als halbbiografisch von Valente interpretiert werden, denn sie beschreibt, wie sie als 17-jährige einen Mann kennengelernt hat und bezeichnet sich als seine Mätresse. Immersion handelt von einem alternativen Universum, jenseits von Raum und Zeit. Der Titelsong Elixer ist erneut eine R&B-Ballade und ein Duett zwischen Valente und Prince.

## Titelliste und Veröffentlichungen

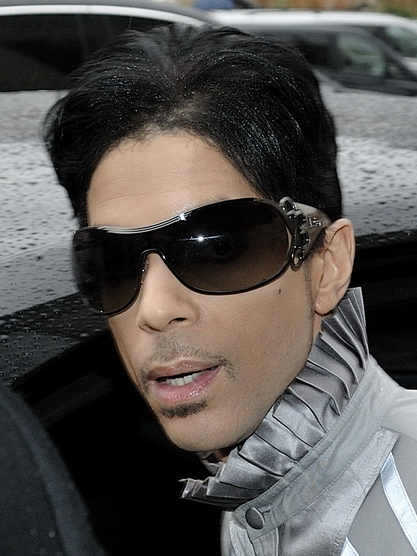
Prince, 2009

### Lotusflow3r
| CD-1/1                                                                | From the Lotus… (Instrumental)         | 2:46 |
| CD-1/2                                                                | Boom                                   | 3:18 |
| CD-1/3                                                                | Crimson and Clover a                   | 3:51 |
| CD-1/4                                                                | 4ever                                  | 3:47 |
| CD-1/5                                                                | Colonized Mind                         | 4:47 |
| CD-1/6                                                                | Feel Better, Feel Good, Feel Wonderful | 3:52 |
| CD-1/7                                                                | Love Like Jazz                         | 3:49 |
| CD-1/8                                                                | 77 Beverly Park (Instrumental)         | 3:04 |
| CD-1/9                                                                | Wall of Berlin                         | 4:16 |
| CD-1/10                                                               | $                                      | 3:57 |
| CD-1/11                                                               | Dreamer                                | 5:30 |
| CD-1/12                                                               | …Back 2 the Lotus (Instrumental)       | 5:34 |
| Spieldauer: 48:39 min.                                                |                                        |      |
| Autor aller Songs ist Prince a Autor: Tommy James und Peter Lucia Jr. |                                        |      |

Das Dreifachalbum wurde am 24. März 2009 veröffentlicht, allerdings nur als Download für Mitglieder von Prince’ damaliger Website Lotusflow3r.com, wobei die Download-Version als dritten Titel den Song The Morning After enthält. Am 29. März 2009 erschien das Dreifachalbum auch auf CD, die stattdessen das Stück Crimson and Clover enthält, das von Tommy James und Peter Lucia Jr. von Tommy James & the Shondells im Jahr 1968 geschrieben wurde und auf deren Album Crimson & Clover zu finden ist. Ferner besitzt die CD-Version einen Druckfehler; der Song Feel Better, Feel Good, Feel Wonderful ist als Feel Good, Feel Better, Feel Wonderful aufgelistet. Coverversionen sind vom Dreifachalbum nicht bekannt.

### MPLSound
| CD-2/1                       | (There’ll Never B) Another Like Me | 6:01 |
| CD-2/2                       | Chocolate Box (feat. Q-Tip)        | 6:13 |
| CD-2/3                       | Dance 4 Me                         | 4:48 |
| CD-2/4                       | U’re Gonna C Me                    | 4:36 |
| CD-2/5                       | Here                               | 5:15 |
| CD-2/6                       | Valentina                          | 3:59 |
| CD-2/7                       | Better with Time                   | 4:53 |
| CD-2/8                       | Ol’ Skool Company                  | 7:30 |
| CD-2/9                       | No More Candy 4 U                  | 4:14 |
| Spieldauer: 47:39 min.       |                                    |      |
| Autor aller Songs ist Prince |                                    |      |

Einige CD-Ausgaben enthalten einen weiteren Druckfehler, auf denen der Song Better with Time fälschlicherweise als Better with Me aufgelistet ist. Am 7. September 2009 wurden in Frankreich die Alben Lotusflow3r und MPLSound als Doppel-CD – ohne Elixer – veröffentlicht. Außerdem erschien MPLSound als separate CD, wird aber ebenfalls unter dem Namen Lotusflow3r vertrieben, was bewusste Marketingstrategie ist und kein Versehen war. Ferner erschien in Frankreich im November 2009 Lotusflow3r und MPLSound zusammen als Doppel-LP auf Schallplatte sowie MPLSound als einzelne Schallplatte.

### Elixer
| CD-3/1                       | Here Eye Come             | 4:28 |
| CD-3/2                       | All This Love             | 4:39 |
| CD-3/3                       | Home                      | 4:26 |
| CD-3/4                       | Something U Already Know  | 5:44 |
| CD-3/5                       | Everytime                 | 3:50 |
| CD-3/6                       | 2nite                     | 5:02 |
| CD-3/7                       | Another Boy               | 3:56 |
| CD-3/8                       | Kept Woman                | 4:15 |
| CD-3/9                       | Immersion                 | 4:02 |
| CD-3/10                      | Elixer (Duett mit Prince) | 4:00 |
| Spieldauer: 44:25 min.       |                           |      |
| Autor aller Songs ist Prince |                           |      |

- Die Verwendung des englischen Pronomens „I“ („Ich“) stilisierte Prince seit 1988 in fast allen Songs als „Augen-Symbol“.

Elixer kann nur in Kombination mit Lotusflow3r und MPLSound im Rahmen des Dreifachalbums auf CD käuflich erworben werden, als Download ist das Album separat nicht erhältlich.

### Singles
Von dem Dreifachalbum wurden mit Another Boy, Dance 4 Me und 2nite drei Singles ausgekoppelt; Another Boy aus Elixer erschien als Download am 30. September 2008 – am selben Tag wie Indigo Nights – und damit sechs Monate vor der Veröffentlichung des Dreifachalbums. Auf dem Cover ist abermals ein Druckfehler vorhanden; dort ist zu lesen, der Song werde auf dem Album Elixir, anstatt Elixer, erscheinen. Musikpromotion wurde für Another Boy nicht betrieben.
Als zweite Single wurde Dance 4 Me aus MPLSound am 31. August 2009 ausgekoppelt. Der Song erschien ausschließlich in Frankreich als Download, eine Woche vor der dortigen Albumveröffentlichung. Am 29. September 2009 erschien dann eine Remixversion über das iTunes Store in Nordamerika. Beide Versionen werden durch das Independent-Label Because Music vertrieben. Ferner erschien im Oktober 2009 der Song U’re Gonna C Me aus MPLSound als Promo-Single auf CD in einer auf 3:33 Minuten gekürzten Radio-Edit-Version.
Zwei Jahre später wurde Dance 4 Me am 9. Dezember 2011 als CD-Single herausgebracht, inklusive der Remixversionen. Diesmal war das Schweizer Independent-Label Purple Music für den Vertrieb zuständig. Dance 4 Me ist auch als 12"-Vinyl-Schallplatte und als 12"-Picture Disc erhältlich.
Am 23. Februar 2012 und damit drei Jahre nach dem Erscheinungsdatum des Dreifachalbums wurde der Song 2nite aus Elixer als Download über Purple Music veröffentlicht. Das Stück erschien in verschiedenen Remixversionen und ist als CD, 12"-Vinyl-Schallplatte und als 12"-Picture Disc käuflich zu erwerben.

### Musikvideos

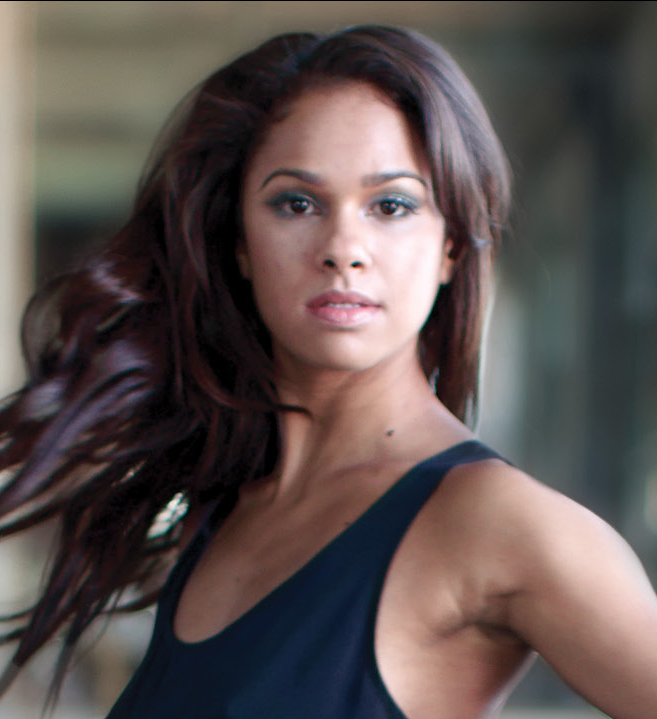
Misty Copeland, 2013

Prince ließ zu den drei Songs Chocolate Box, Crimson and Clover und Everytime Musikvideos produzieren. Am 5. Februar 2009 wurde das Video zu Chocolate Box im Source Studio in Los Angeles in Kalifornien gedreht, Regisseur war der US-amerikanische Fotograf, Grafikdesigner sowie Musikvideo- und Werbeleiter Paul R. Brown. Er habe Prince’ Vorstellungen umgesetzt, wie dieser im Musikvideo dargestellt werden wollte, sagte Brown. Das Video ist futuristisch und animiert und spielt ausschließlich in der Nacht, in dessen Rahmenhandlung ein Mann über den Hochhausdächern einer imaginären Großstadt eine Frau jagt. Diese Jagdszenen erinnern zuweilen an Filmszenen aus Matrix. Beide Personen tragen schwarze Mäntel, wobei das Innenfutter beim Mann lila und das der Frau rot ist. Als der Mann die Frau schließlich erreicht, springt das Paar in die Luft und stößt mit der Brust gegeneinander. Beim Aufeinanderprall erscheint ein Blitz und das Gesicht von Prince erscheint in einer lilafarbenen Kristallkugel. Daraufhin tanzt das Paar tanzt im Capoeira-Stil, um sich gegenseitig herauszufordern. In der Schlussszene greift die Frau nach der Halskette des Mannes und die beiden scheinen sich zu vereinigen, indem sie einander die Hand halten. Während dieser Rahmenhandlung wird Prince permanent gezeigt, wie er den Song auf Großbildschirmen von Hochhäusern singt. Zudem ist ein schwebender futuristischer Zeppelin zu sehen, auf dessen Außenhaut ebenfalls ein großer Bildschirm installiert ist und ein Video zeigt, in dem Prince den Song weiterhin vorträgt. Dieses Zeppelin-Element erinnert zuweilen an Filmszenen aus Blade Runner. Der Rapper Q-Tip tritt im Musikvideo nicht auf.
Anfang März 2009 wurde das Video zu Crimson and Clover produziert, ebenfalls im Source Studio und Regisseur war erneut Paul R. Brown. Das Video zeigt Prince beim Singen und Gitarrespielen in einer psychedelischen Szenerie. Als Tänzerinnen wirken Lala Escarzega und Misty Copeland mit. Ferner existiert ein Musikvideo zu Everytime, gesungen von Bria Valente, in dem Prince aber nicht auftritt.

## Mitwirkende

### Musiker
Alle Songs wurden von Prince arrangiert, komponiert, produziert und vorgetragen, das Album Elixer wird von Bria Valente gesungen. Zudem spielte Prince alle Musikinstrumente vom Dreifachalbum selbst ein, wobei folgende Personen die Aufnahmen ergänzten:
- Bria Valente – Backing Vocals in 4ever, Colonized Mind
- Cora Coleman-Dunham – Schlagzeug in 4ever, All This Love (Elixer), Boom, Dreamer, Kept Woman (Elixer), $, Something U Already Know (Elixer), The Morning After
- Greg Boyer – Posaune und „Party Vocals“ in Feel Better, Feel Good, Feel Wonderful und $
- Joshua Dunham – E-Bass in 4ever, All This Love (Elixer), Boom, Dreamer, Kept Woman (Elixer), $, Something U Already Know (Elixer), The Morning After
- Lee Hogans – Trompete und „Party Vocals“ in Feel Better, Feel Good, Feel Wonderful und $
- Maceo Parker – Saxophon und „Party Vocals“ in Feel Better, Feel Good, Feel Wonderful und $
- Marva King – Backing Vocals in 4ever, Colonized Mind
- Michael Bland – Schlagzeug in …Back 2 the Lotus, Colonized Mind, From the Lotus…, Love Like Jazz, Wall of Berlin
- Mike Phillips – Saxophon und „Party Vocals“ in Feel Better, Feel Good, Feel Wonderful und $
- Morris Hayes – Keyboard in Boom, Colonized Mind, The Morning After
- Q-Tip – Rap in Chocolate Box
- Shelby J. – Backing Vocals in 4ever, Colonized Mind
- Sonny Thompson – E-Bass in …Back 2 the Lotus, Colonized Mind, From the Lotus…, Love Like Jazz, Wall of Berlin
- Támar Davis – Backing Vocals in 4ever, Colonized Mind

### Technisches Personal
- Prince – Mixing
- Bria Valente – Arrangeurin und Co-Produzentin des Albums Elixer
- Clare Fischer – Arrangement der Saiteninstrumente in den Songs Elixer und Everytime
- Eddy Schreyer – Mastering der Alben Lotusflow3r und Elixer
- Ian Boxill (* 1967; † 2023) – Toningenieur-Assistenz des Albums Elixer
- Kevin “K.D” Davis – Toningenieur-Assistenz des Albums Elixer
- Morris Hayes – zusätzliche Produktion des Albums Elixer
- Richard Furch – Mixing und Toningenieur des Albums Lotusflow3r, Pro-Tools-Programming für MPLSound

## Rezensionen
Die meisten Musikkritiker bewerteten das Dreifachalbum nicht im Gesamtbild, sondern beurteilten die drei Alben separat. Dabei wurden Lotusflow3r und MPLSound überwiegend gelobt, Elixer hingegen wurde meist als sehr schwach eingestuft.

### Lotusflow3r
Im Vergleich zu anderen Prince-Alben wurde Lotusflow3r von Musikkritikern meist verhaltend bewertet. Die Website Metacritic errechnete eine Durchschnittsbewertung von 61 %, basierend auf 14 Rezensionen englischsprachiger Medien.
Steve Jones von der USA Today zeigte sich jedoch begeistert und gab mit dreieinhalb von vier Sternen fast die Höchstanzahl. Lotusflow3r sei mit „mitreißenden Gitarrenriffs und aufrüttelnden Grooves vollgepackt“, während Prince dabei die „Liebe, Politik und die Politik der Liebe“ erforsche. Den Song Feel Better, Feel Good, Feel Wonderful beschrieb Jones als „wildes Funk-Workout“, und das „hypnotische“ Colonized Mind sowie das „hymnische“ Dreamer teilten Prince’ Weltanschauungen.
Die beiden Musikkritiker David Wilson und John Alroy verteilten dreieinhalb von fünf Sternen. Diese „neue Scheibe ist herrlich gitarrenlastig, egal ob die zugrunde liegende Melodie Rock (Dreamer), Funk (Feel Good, Feel Better, Feel Wonderful) oder irgendwo dazwischen“ liege wie in Boom oder „im düsteren“ Colonized Mind. Die meisten Kompositionen wirkten „gleichermaßen inspiriert“, wie in der „bezaubernden Power-Ballade“ 4ever oder in Wall of Berlin zu hören sei. Aber mit 77 Beverly Park und The Morning After existierten „auch ein paar leichte Popsongs“, die „nirgendwo wirklich“ hinführten.
Stephen Thomas Erlewine von AllMusic gab drei von fünf Sternen. Das Album präsentiere Prince’ „Gitarren-Showcase“ und biete „großartige Momente“, aber, abgesehen von dem von Jimi Hendrix inspirierten Dreamer, keine „großartigen Songs“. Zwar sei an Lotusflow3r „so ziemlich alles sympathisch“, was für Fans „vielleicht“ ausreiche, aber „nicht für viele andere“, meinte Erlewine. Letztendlich wirke Lotusflow3r „fast so geschmeidig wie Elixer“.
Gavin Edwards von dem US-Musikmagazin Rolling Stone gab auch drei von fünf Sternen. Auf dem Album präsentiere Prince „sein lange unterschätztes Gitarrenspiel“. Wenn er ein „zum dahinschmelzendes“ Gitarrensolo im Stil von David Gilmour und Eddie Hazel spiele, laufe die Musik „auf Hochtouren“, wie beispielsweise in den drei Songs Crimson and Clover, Dreamer und Wall of Berlin. Aber wenn er nicht Gitarre spiele, klinge die Musik „seltsam gedämpft“, was „das Problem“ von Lotusflow3r sei; man warte „ständig darauf“, dass Prince wieder zur Gitarre greife und „den Tag rettet“. Es sei zwar „in Ordnung“, einen Song „Love Like Jazz“ zu nennen, aber der Jazz solle „bitte kein Cocktail-Jazz sein“, schrieb Edwards.
Jess Harvell von Pitchfork Media zeigte sich enttäuscht und gab nur 4,9 von 10 Punkten. „Kauft dieses Album nicht, wenn ihr nicht bereit seid, euch die Mühe zu machen, es auf die Titel zu reduzieren, die ihr angenehm/passabel findet“, riet sie. Auf Lotusflow3r höre man „hauptsächlich neutralen Funk-Rock“, der jedoch nicht mit dem vergleichbar sei, den „Prince in den 1980er Jahren erfand/perfektionierte“. Der einzige Song mit „einer sofort einprägsamen Hook“ sei die Coverversion von Crimson and Clover.

### MPLSound
Das Album MPLSound wurde von Musikkritikern im Vergleich zu anderen Prince-Alben ebenfalls verhaltend beurteilt. Die Website Metacritic errechnete eine Durchschnittsbewertung von 62 %, basierend auf 14 Rezensionen englischsprachiger Medien.
Steve Jones von der USA Today lobte und gab drei von vier Sternen. Auf MPLSound greife Prince „mit seinem übergroßen intakten Ego die Synthesizer-Stimmung der 1980er Jahre“ wieder auf.
Gavin Edwards vom Rolling Stone verteilte dreieinhalb von fünf Sternen. Zwar sei Prince nicht mehr so vulgär wie früher, aber er habe „immer noch eine Menge Humor und Schwung“. Trotzdem hörten sich fünf der neun Songs wie verlorene B-Seiten von „erstklassigen Prince-Alben“ wie Dirty Mind (1980), Controversy (1981) und 1999 (1982) an; heute (2009) erinnere „selbst ein wirklich guter Prince-Song den Hörer meist an einen besseren, früheren“. Was das Album jedoch „wirklich lähmt“, seien die vier Songs U’re Gonna C Me, Here, Valentina und Better with Time „in der Mitte“, meinte Edwards.
Stephen Thomas Erlewine von AllMusic gab drei von fünf Sternen. Auf MPLSound nehme Prince „seine Retro-Mission ernst genug, um ein paar Songs anzubieten, die frech genug sind, um als Singles durchzugehen“. Doch „der synthetische Nervenkitzel dieser Handvoll Stücke“ würden durch „einen Haufen langsam brennender Balladen untergraben“, weswegen man sich auf die „so knackigen, funkige Elektro-Grooves“ wie (There’ll Never B) Another Like Me und Ol’ Skool Company konzentrieren solle. Aber „so gut diese beiden Songs auch sind, sie sind nicht so einfallsreich oder so kraftvoll wie das Beste“ auf Musicology (2004) und 3121 (2006), zog Erlewine als Fazit.
Jess Harvell von Pitchfork Media zeigte sich enttäuscht und gab 5,7 von 10 Punkten. MPLSound klinge zwar „kurzzeitig unterhaltsam“, sei aber „völlig unwesentlich“. Letztendlich beschrieb Harvell nur Dance 4 Me als „anständigen Track“, über die anderen Songs äußerte sie sich nicht.
Die Musikkritiker David Wilson und John Alroy verteilten nur zweieinhalb von fünf Sternen. Der Song Dance 4 Me enthalte Prince’ „rassigsten Liedtexte seit langem“, und „das rasante“ No More Candy 4 U beschrieben die beiden als „Rocker im Stil“ der 1950er Jahre, was er seit Jack U Off (1981) aus seinem Album Controversy „nicht mehr aufgegriffen“ habe. Zudem fühle es „sich gut an“, wieder „alles von Prince produziert, arrangiert, komponiert und performt“ schreiben zu können. Aber aus „der Perspektive des Songwritings“ sei MPLSound das schwächste Album im Vergleich zu Lotusflow3r und Elixer, was mit „alberner Selbstverherrlichung“ in (There’ll Never B) Another Like Me sowie „im überladenen“ Song Valentina deutlich werde.

### Elixer
Elixer bekam zum Teil sehr schwache Bewertungen. Die Website Metacritic errechnete eine Durchschnittsbewertung von nur 49 %, basierend auf zwölf Rezensionen englischsprachiger Medien.
Stephen Thomas Erlewine von AllMusic gab drei von fünf Sternen. Zwei sei Elixer im Vergleich zu Lotusflow3r und MPLSound „das konsistenteste und uninteressanteste“ Album, weil es „nie von ihrer verführerischen Schablone“ abweiche, was aber nicht bedeute, dass es „das schlechteste Album“ sei. Elixer fehlten „einfach die Höhepunkte der anderen beiden Alben, aber auch die Tiefpunkte“. Über Bria Valente schrieb Erlewine, sie besitze kein „Starcharisma“, sei aber „eine angenehm angehauchte Croonerin“. Ihre „schwache Persönlichkeit“ rücke „die Vielseitigkeit von Prince ins Rampenlicht“, was „auch der Sinn“ des Dreifachalbums gewesen sei, mutmaßte Erlewine.
Die Musikkritiker David Wilson und John Alroy verteilten zweieinhalb von fünf Sternen. Die Songs „haben eine Menge sanften Pop“ sowie „weichen Funk“, weswegen die beiden einen Vergleich zu Toni Braxton zogen. Als besten Albumtrack bezeichneten sie das Stück All This Love. Doch im Gesamtbild wirkten die Songs „zwar gut konstruiert, aber nicht besonders inspiriert, und zusammen mit Valentes sanftem Vortrag wird man wahrscheinlich Schwierigkeiten haben, wach zu bleiben (Immersion)“, vermuteten Wilson und Alroy. „Ein bisschen mehr“, was sogar noch „eine Untertreibung“ sei, von Prince’ „Unberechenbarkeit“ wäre „willkommen gewesen“, zogen sie als Fazit.
Margaret Wappler von der Los Angeles Times war enttäuscht und gab zwei von vier Sternen. Das Hauptproblem sei, dass nicht genügend Songs „stark und frisch“ klingen. Auch Gavin Edwards vom Rolling Stone zeigte sich enttäuscht und gab nur zwei von fünf Sternen. Zwar besitze Valente „eine angenehme, wenn auch etwas dünne Stimme“, doch sie habe „nicht das Zeug“, die Songs zu „etwas Erinnerbarem zu machen“. Die meisten Stücke seien „harmlose Pop-Balladen“; der „einzig wirklich gute Song ist der Dance-Pop-Titel 2nite“. Nate Chinen von der The New York Times vertrat eine ähnliche Meinung und schrieb, Elixer enthalte unbedeutende R&B-Songs.
Jess Harvell von Pitchfork Media verteilte nur 3,2 von 10 Punkten. Das Album durchlaufe „die ganze Bandbreite des faden, aber stilvollen R&B, von antiseptischen Slow Jams bis hin zu routiniertem Dance-Pop, so glatt, wie man es erwarten würde, und völlig ohne anzudeuten, was Prince in die Hose ging, als er Valente entdeckte“.
Jon Bream von der US-Tageszeitung Star Tribune mutmaßte, Prince habe Elixer nur „aus Gefälligkeit für eine Freundin“ produziert und das Album sei zum „wegwerfen“.

## Kommerzieller Erfolg

### Chartplatzierungen
| ChartsChartplatzierungen       | Höchstplatzierung | Wochen |
| ------------------------------ | ----------------- | ------ |
| Vereinigte Staaten (Billboard) | 2 (27 Wo.)        | 27     |

| ChartsJahrescharts (2009)      | Platzierung |
| ------------------------------ | ----------- |
| Vereinigte Staaten (Billboard) | 85          |

Außerdem erreichte das Dreifachalbum Platz 14 in Frankreich, Platz 23 in den Niederlanden, Platz 44 in Belgien und Platz 65 in Italien als höchste Position, in anderen Ländern sind keine Charteinträge bekannt. Die drei Singleauskopplungen 2nite, Another Boy und Dance 4 Me konnten sich in internationalen Hitparaden nicht platzieren.

### Kommerzieller Erfolg
Das Dreifachalbum debütierte in der ersten Woche der US-Billboarcharts mit 168.000 verkauften Exemplare auf Platz zwei. Insgesamt wurden in den USA ungefähr 540.000 Alben abgesetzt und weltweit verkaufte sich das Dreifachalbum in etwa 700.000 Mal.

### Grammy-Nominierung
Dreamer wurde bei den Grammy Awards 2010 in der Kategorie „Best Solo Rock Vocal Performance“ nominiert, gewann aber nicht. Es war nach 1984 mit International Lover aus dem Album 1999 das zweite Mal, dass ein Prince-Song für einen Grammy Award nominiert wurde, der nicht als Single oder Promo-Tonträger veröffentlicht wurde. Schlussendlich war es 2010 die letzte Grammy-Nominierung für Prince zu Lebzeiten.